# Festival du cinéma américain de Deauville 2017
Le Festival du cinéma américain de Deauville 2017, la 43e édition du festival, s'est déroulé du 1er au 10 septembre 2017.

## Déroulement et faits marquants
En juin est annoncé que les présidents des jurys seront Michel Hazanavicius (jury de la compétition officielle) et Emmanuelle Bercot (jury de la révélation).
Le festival annonce dans un premier temps les hommages rendus à Darren Aronofsky, Laura Dern, Jeff Goldblum et Michelle Rodriguez,.
Le 22 août 2017, lors d'une conférence de presse sont annoncés les films sélectionnés, la composition des jurys et les hommages à Woody Harrelson et Robert Pattinson.
Le palmarès est dévoilé le 10 septembre 2017. Le Grand prix est décerné à The Rider de Chloé Zhao. Le Prix du jury est remis à A Ghost Story de David Lowery et Brooklyn Yiddish de Joshua Z. Weinstein. A Ghost Story reçoit aussi le Prix de la critique internationale et le Prix Kiehl's de la Révélation. Le Prix du public va à Mary de Marc Webb.

## Jurys

### Jury de la compétition officielle
- Michel Hazanavicius (président du jury) : réalisateur  France
- Benjamin Biolay : chanteur  France
- Emmanuelle Devos : actrice  France
- Clotilde Hesme : actrice  France
- Éric Lartigau : réalisateur  France
- Charlotte Le Bon : actrice  Canada
- Yasmina Reza : romancière  France
- Axelle Ropert : réalisatrice  France
- Alice Winocour : réalisatrice  France

### Jury de la Révélation
- Emmanuelle Bercot (présidente du jury) : réalisatrice  France
- Abd al Malik : rappeur  France
- Anaïs Demoustier : actrice  France
- Pio Marmaï : acteur  France
- Pierre Rochefort : acteur  France
- Leonor Varela : actrice  Chili

## Sélection

### Ouverture
- Barry Seal : American Traffic de Doug Liman

### Clôture
- Le Château de verre de Destin Daniel Cretton

### La Compétition
- A Ghost Story de David Lowery
- The Bachelors de Kurt Voelker
- Les Bums de plage (Beach Rats) d'Eliza Hittman
- Blue Print de Daryl Wein (en)
- Brooklyn Yiddish de Joshua Z. Weinstein
- Gook de Justin Chon
- Ingrid Goes West de Matt Spicer
- Katie Says Goodbye de Wayne Roberts
- Mary de Marc Webb
- My Friend Dahmer de Marc Meyers
- The Rider de Chloé Zhao
- Stupid Things d'Amman Abbasi
- Sweet Virginia (en) de Jamie M. Dagg
- They d'Anahita Ghazvinizadeh

### Les Premières
- Ça d'Andrés Muschietti
- La Femme du Gardien de zoo de Niki Caro
- Good Time de Josh et Benny Safdie
- In the Deep de Johannes Roberts
- Kidnap de Luis Prieto (en)
- The Last Word de Mark Pellington
- Le Monde secret des Emojis de Tony Leondis
- Mother! de Darren Aronofsky
- The Only Living Boy in New York de Marc Webb
- The Promise de Terry George
- The Wilde Wedding de Damian Harris
- The Yellow Birds d'Alexandre Moors

### Les Docs de l'Oncle Sam
- 78/52 de Alexandre O. Philippe
- Cary Grant, de l'autre côté du miroir de Mark Kidel
- Clive Davis: The Soundtrack Of Our Lives de Chris Perkel
- Promised Land de Eugene Jarecki
- The Reagan Show de Pacho Velez et Sierra Pettengill
- Une suite qui dérange : le temps de l'action de Bonni Cohen et Jon Shenk
- We Blew It de Jean-Baptiste Thoret

### Hommages
- Darren Aronofsky : réalisateur  États-Unis
- Laura Dern : actrice  États-Unis
- Jeff Goldblum : acteur  États-Unis
- Woody Harrelson : acteur  États-Unis
- Robert Pattinson : acteur  Royaume-Uni
- Michelle Rodriguez : actrice  États-Unis

## Palmarès
- Grand prix : The Rider de Chloé Zhao
- Prix du jury : A Ghost Story de David Lowery / Brooklyn Yiddish de Joshua Z. Weinstein
- Prix de la critique internationale : A Ghost Story de David Lowery
- Prix Kiehl's de la Révélation : A Ghost Story de David Lowery
- Prix du public : Mary de Marc Webb
- Prix d'Ornano-Valenti : Jeune femme de Léonor Seraille